# Nycteola scriptana
Nycteola scriptana är en fjärilsart som beskrevs av Walker 1863. Nycteola scriptana ingår i släktet Nycteola och familjen trågspinnare. Inga underarter finns listade i Catalogue of Life.